# Escândalo dos falsos positivos

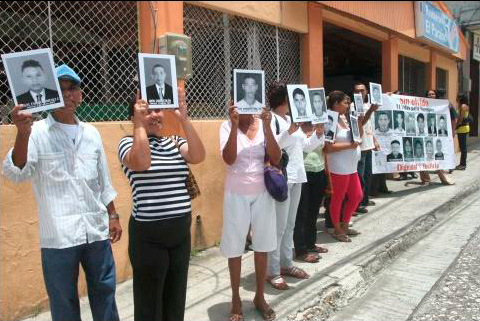
Familiares dos mortos com faixas antes do julgamento dos militares pelo assassinato de onze jovens de Toluviejo, Sucre.

O escândalo dos falsos positivos (em castelhano:  Escándalo de los falsos positivos) foi uma série de assassinatos na Colômbia, como parte do conflito armado naquele país entre o governo e as forças de guerrilha, onde membros das forças armadas atraiam civis pobres ou deficientes mentais para partes remotas do país com ofertas de trabalho, matavam-nos e os apresentavam às autoridades como guerrilheiros mortos em batalha, em um esforço para inflar a contagem de corpos e receber promoções ou outros benefícios. Enquanto as agências de investigação colombianas encontram casos já em 1988, o auge do fenômeno ocorreu entre 2006 e 2009, durante a presidência de Álvaro Uribe Vélez.
Em junho de 2012, um total de 3.350 casos desse tipo haviam sido investigados em todas as partes do país e 170 casos haviam sido julgados. Grupos de direitos humanos afirmaram que os processos judiciais progrediram muito lentamente. Um estudo de 2018 reivindica um total de 10.000 vítimas "falsos positivos" entre 2002 e 2010.
O escândalo dos falsos positivos levou à demissão de vários oficiais e suboficiais do exército. O Comandante-em-Chefe do Exército, General Mario Montoya, renunciou ao cargo e foi nomeado Embaixador na República Dominicana. Essas revelações colocaram em debate alguns métodos da política de “segurança democrática” implementada pelo presidente Álvaro Uribe.